# John Hackett
Generalul Sir John Winthrop Hackett, GCB, CBE, DSO & Bar, MC (n. 5 noiembrie 1910, Perth, Australia de Vest, Australia – d. 9 septembrie 1997) a fost un militar britanic de origine australiană, pictor, administrator universitar și scriitor.

## Biografie
El a servit în cadrul trupelor din Mandatul britanic pentru Palestina și a fost menționat la expediții în 1936 și apoi cu Forța de frontieră Trans-Iordania, din 1937 până în 1941, când a fost menționat în două expediții.
Hackett a luptat în armata britanică în campania din al doilea război mondial din Siria-Liban: a fost rănit și a fost distins cu Crucea Militară. În timpul recuperării sale în Palestina, a cunoscut-o pe Margaret Fena, o văduvă austriacă a unui german. În ciuda dificultăților implicate, el a persistat și, în cele din urmă, a obținut permisiunea autorităților. S-au căsătorit în Ierusalim în 1942.
În 1944 Hackett a comandat Brigada 4 Parașutiști în atacul aliat asupra orașului Arnhem. În bătălia de la Arnhem, brigadierul Hackett a fost rănit grav la stomac, a fost capturat și a fost dus la Spitalul Sf. Elisabeta din Arnhem. Un medic german de la spital a vrut să-i administreze o injecție letală lui Hackett, deoarece a considerat cazul său lipsit de speranță. Cu toate acestea, a fost operat de Alexander Lipmann-Kessel, care, cu o intervenție chirurgicală superbă, a reușit să-i salveze viața. După o perioadă de recuperare, a reușit să scape cu ajutorul rezistenței olandeze.
S-a întors în Palestina în 1947, unde a preluat comanda Forței Transfrontaliere. Sub conducerea sa, aceasta a fost desființată, ca parte a retragerii britanice din regiune.  A urmat universitatea la Graz, ca postuniversitar în studii post-medievale. După ce a absolvit Staff College în 1951, a fost numit la comanda Brigăzii a 20-a blindate și, după ce a fost promovat la gradul de general-maior, a preluat comanda Diviziei 7 blindate.

## Lucrări scrise
În romanul său de ficțiune speculativă de istorie alternativă The Third World War: The Untold Story (cu sensul de Al Treilea Război Mondial: povestea nespusă) descrie un al treilea război mondial fictiv între NATO și forțele Pactului de la Varșovia, care izbucnește în 1985, în care amintește și despre Testamentul lui Petru cel Mare. Romanul a fost publicat de editura Sidgwick & Jackson în 1982.
- Popski's Private Army, 1950, ISBN: 0-304-36143-7 (doar postfața)
- The Profession Of Arms, 1963, ISBN: 0-02-547120-1
- I Was A Stranger, 1977, ISBN: 0-7011-2211-0
- The Third World War, 1978, ISBN: 0-425-04477-7
- Third World War: Lecture, 1979 ISBN: 0-85287-132-5
- Arnhem Doctor, 1981, ISBN: 0-85613-324-8  (doar postfața)
- The Third World War: The Untold Story, 1982, ISBN: 0-283-98863-0
- The Middle East Commandos, 1988, ISBN: 0-7183-0645-7 (doar postfața)
- Warfare In the Ancient World, 1989, ISBN: 0-283-99591-2
- The Desert Rats: History of the 7th Armoured Division, 1990, ISBN: 1-85367-063-4 (doar prefața)
- The Devil's Birthday: Bridges to Arnhem, 1944, 1992, ISBN: 0-85052-352-4
- The History of the Glider Pilot Regiment: An Official History, 1992, ISBN: 0-85052-326-5
- One Night In June, 1994, 1853104922 (doar prefața)
- Map of the D-Day Landings, 1994, ISBN: 0-7028-2668-5 (doar postfața)
- To Save A Life, 1995, ISBN: 1-898094-10-1